# 德国民主农民党
德国民主农民党（德語：Demokratische Bauernpartei Deutschlands，缩写为DBD）是一个东德政党。德国民主农民党成立于1948年4月29日，是民主德国国家阵线的组成部分之一，在民主德国人民议会有52个席位，并参与东德组阁（除最后一届外）。德国统一社会党创建这一卫星党的目的是为了减弱德国基督教民主联盟和德国自由民主党在农村地区的影响力并增强他们对统一社会党的忠诚度。党的主要领导结构受德国统一社会党影响。
柏林墙倒塌后，德国民主农民党最初希望转变成一个平和的农业生态政党，但在1990年第一次人民议会自由选举时该党仅获9个席位。1990年9月15日，德国民主农民党并入东德的德国基督教民主联盟。